# 巴尼奥拉斯
巴尼奥拉斯（西班牙語：Bañolas）是西班牙加泰罗尼亚赫罗纳省的一个市镇。总面积11平方公里，2001年总人口14,232人，人口密度1,294人/平方公里。2008年人口17,917。

## 友好城市
- 法國 塞雷